# شوجی ناکامورا
شوجی ناکامورا (انگلیسی: Shuji Nakamura؛ زادهٔ ۲۲ مهٔ ۱۹۵۴) یک دانشمند اهل ژاپن است.
به همراه هیروشی آمانو و ایسامو آکاساکی برای ابداع دیودهای کارآمد منتشرکننده نور آبی (ال‌ای‌دی) که امکان منابع نور سفید بصرفه را فراهم کردند به‌طور مشترک برنده جایزه نوبل فیزیک (۲۰۱۴) شده‌است.